# Dropping Knowledge

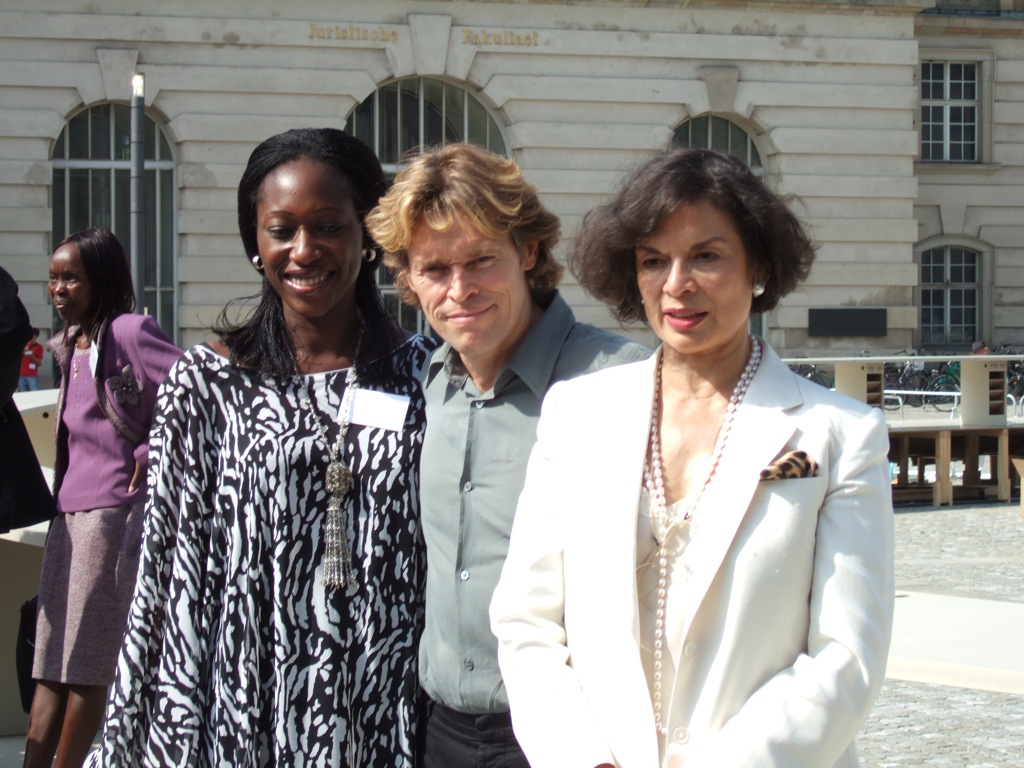
Hafsat Abiola, Willem Dafoe, Bianca Jagger no projeto "Table of Free Voices" organizado pela Dropping Knowledge em Berlim, em 9 de setembro de 2006.

A Dropping Knowledge é uma organização não-governamental com o objetivo de estimular o diálogo global sobre os principais problemas do mundo. Em seu sítio oficial, questões foram coletadas para o evento "The Table of Free Voices" (Mesa das Vozes Livres), ocorrido em 9 de Setembro de 2006. Nesse dia 112 artistas, cientistas e pessoas de diversas áreas juntaram-se numa grande mesa para responder a 100 perguntas propostas por pessoas de todo o mundo.
As respostas estão gravadas, transcritas e traduzidas para o idioma inglês e servem de base para um fórum chamado "Living Library" (Biblioteca Viva) onde dão início a uma discussão aberta ao público internauta.
Participantes brasileirosDentre os 112 participantes do evento Table of Free Voices, encontram-se três brasileiros: Rodrigo Baggio, Eliane Potiguara and Sydney Possuelo. Suas respostas estão disponíveis, na versão original em português, na página da Dropping Knowledge na Internet.